# Tomé Domínguez de Mendoza
Tomé Domínguez III de Mendoza (1623 - Después de 1682) fue un militar español (nativo del México actual) que sirvió como gobernador en funciones de Nuevo México en 1664.

## Biografía
Tomé Domínguez III de Mendoza nació en 1623, en Ciudad de México. Su padre fue un oficial español con el mismo nombre, que llegó a Nuevo México en la expedición de Juan de Oñate de 1598. Tenía al menos catorce hermanos, incluyendo el soldado Juan Domínguez de Mendoza.
Domínguez III de Mendoza se unió el ejército español en su juventud. Hasta 1662,  vivía en San Agustín de la Isleta, Nuevo México.
Cuándo Mendoza llegó a Nuevo México, una facción dirigida por él acusó y cargó contra el gobernador de la provincia Juan Durán de Miranda, causando su encarcelamiento por un periodo breve de tiempo al igual que el embargo de todos sus bienes.
Tomé Domínguez III de Mendoza fue nombrado gobernador en funciones de Santa Fe de Nuevo México en 1664. Su gobierno sólo duraría hasta que Durán de Miranda (quien fue liberado de prisión tras presentar sus alegaciones sobre los cargos que habían sido emitidos en su contra en Ciudad de México) recuperó su gobierno en la provincia un año más tarde.
En agosto de 1680, Tomé y su familia se mudaron a El Paso del Norte (Ciudad Juárez en la actualidad), junto con otros residentes de Río Abajo (Nuevo México). Allí,  ocupó varios cargos. Uno de ellos sería el de Maeses de Campo "con completa adición de armas".

## Vida personal
Mendoza se casó dos veces: su primer matrimonio fue con Catalina López Mederos en 1641, con quien tuvo seis hijos: Tomé IV, Antonio, Juana, Francisco  (quién murió en la rebelión de los indios de Nuevo México), Juan Mateo y Diego (ambos fueron heridos igualmente en la misma guerra). El segundo sería con Ana Velásquez en, con quien tendría dos nuevos hijos: José y Juana.
Aproximadamente en 1659, El gobernador Bernardo López de Mendizábal dio Mendoza una encomienda al sur de Isleta. Cuándo la encomienda pasó a sus manos, también lo hizo la población indígena de la zona. Mendoza aprovechó esto para su evangelización y hacerles trabajar para él como manera de "compensación parcial" por las deudas a deber a la Corona española por varios servicios que la corona les proporcionaba, tales como protección.
En Isleta, la familia Domínguez, decidió asentarse en el oeste de El Cerro de Tomé, próximo al río Grande. Aun así, durante la revuelta de los indios Pueblo de 1680, la familia Domínguez fue altamente involucrada en la lucha contra los indios Pueblo. Cuatro de sus hijos participaron en la guerra, siendo asesinados Tomé IV y gravemente heridos por flechas envenenadas Juan Mateo y Diego. Otros miembros de la familia, como nietos, yernos, hermanos (destacando la actuación de Juan Domínguez de Mendoza) y sus sobrinos también participaron en la guerra, siendo según sus propias palabras, treinta y ocho de ellos muertos a manos de los indios.
Mayoritariamente, quienes sobrevivieron fueron forzados a dejar el lugar, emigrando hacia el sur a El Paso del Norte. En 1682, Don Pedro de Tomé y Chaves (hermano de la primera mujer de Mendoza, Catalina López Mederos) obtuvo permiso para emigrar al actual México con su familia y la familia de Domínguez. Nunca regresarían a Nuevo México. A causa del Tratado de Paz entre los indios pueblo y los españoles, Mendoza emigró a España.

## Legado
El pueblo de Tomé fue construido en el lugar donde residía, tras ser nombrado en honor de Tomé Domínguez de Mendoza.